# Harvey Korman
Harvey Herschel Korman (Chicago, 15 febbraio 1927 – Los Angeles, 29 maggio 2008) è stato un comico e regista statunitense.

## Biografia
Korman nacque a Chicago, nell'Illinois, in una famiglia ebraica ashkenazita d'origini russe, figlio di Cyril Raymond Korman, un rappresentante di commercio, e di Ellen Blecher. Fu attivo a partire dagli anni sessanta fino a poco prima della sua morte, avvenuta nel 2008, interpretando numerosi ruoli sia al cinema che in serie televisive, tra le quali Matt Hotel (1989).
Si sposò due volte: nel 1960 con Donna Elhart, da cui ebbe i figli Maria e Christopher, e da cui divorziò nel 1977; dal 1982 fino alla morte con Deborah Fritz, dalla quale ebbe altre due figlie, Katherine e Laura. Morì nel 2008, all'età di 81 anni, a causa di complicazioni di un'ernia; è sepolto nel cimitero di Woodlawn a Santa Monica, California.

## Filmografia parziale

### Cinema
- Lord Love a Duck, regia di George Axelrod (1966)
- Tre morsi nella mela (Three Bites of the Apple), regia di Alvin Ganzer (1967)
- Per un corpo di donna (Don't Just Stand There), regia di Ron Winston (1968)
- Sento che mi sta succedendo qualcosa (The April Fools), regia di Stuart Rosenberg (1969)
- Mezzogiorno e mezzo di fuoco (Blazing Saddles), regia di Mel Brooks (1974)
- Huckleberry Finn, regia di J. Lee Thompson (1974)
- Alta tensione (High Anxiety), regia di Mel Brooks (1977)
- Herbie sbarca in Messico (Herbie Goes Bananas), regia di Vincent McEveety (1980)
- La pazza storia del mondo (History of the World: Part I), regia di Mel Brooks (1981)
- Pantera Rosa - Il mistero Clouseau (Curse of the Pink Panther), regia di Blake Edwards (1982)
- Sulle orme della Pantera Rosa (Trail of the Pink Panther), regia di Blake Edwards (1982)
- Una scommessa impossibile (The Longshot), regia di Paul Bartel (1986)
- Innocenza tradita (Betrayal of the Dove), regia di Strathford Hamilton (1993)
- Benvenuti a Radioland (Radioland Murders), regia di Mel Smith (1994)
- I Flintstones (The Flintstones), regia di Brian Levant (1994) - voce
- Dracula morto e contento (Dracula: Dead and Loving It), regia di Mel Brooks (1995)
- Una promessa è una promessa (Jingle All the Way), regia di Brian Levant (1996)
- I Flintstones in Viva Rock Vegas (The Flintstones in Viva Rock Vegas), regia di Brian Levant (2000)

### Televisione
- Avventure in paradiso (Adventures in Paradise) – serie TV, episodio 2x31 (1961)
- I detectives (The Detectives) – serie TV, episodio 3x17 (1962)
- Surfside 6 – serie TV, episodio 2x31 (1962)
- L'impareggiabile Glynis (Glynis) – serie TV, episodio 1x01 (1963)
- Sotto accusa (Arrest and Trial) – serie TV, episodio 1x04 (1963)
- Un eroe da quattro soldi (The Hero) – serie TV, episodio 1x02 (1966)
- Selvaggio west (The Wild Wild West) – serie TV, episodio 4x01 (1968)
- Matt Hotel (The Nutt House) – serie TV, 10 episodi (1989)
- E.R. - Medici in prima linea (ER) – serie TV, 1 episodio (1998)

## Doppiatori italiani
Nelle versioni in italiano delle opere in cui ha recitato, Harvey Korman è stato doppiato da:
- Rodolfo Traversa in Alta tensione, La pazza storia del mondo
- Antonio Guidi in Mezzogiorno e mezzo di fuoco
- Gil Baroni in Herbie sbarca in Messico
- Sergio Tedesco in Sulle orme della Pantera Rosa
- Elio Marconato in Driving Academy - Scusi, dov'è il freno?
- Ettore Conti in Matt Hotel
- Vittorio Di Prima in Dracula morto e contento
- Dante Biagioni in E.R. - Medici in prima linea
- Luciano De Ambrosis in I Flintstones in Viva Rock Vegas